# 酒釀圓子
酒釀圓子，又稱酒釀丸子、酒釀湯圓、酒釀水子，云南称为白酒湯圓，是一種與醪糟同吃的湯圓。廣泛流行於中國長江流域及臺灣。做法是，先用糯米和好后搓成细长型的条状，再切成一厘米大小的圆子。随后將酒酿兌水燒開，放入圆子，待圆子浮起即熟，在一些时令可以加入少量桂花。酒酿圆子清香爽口，有酒味但不濃烈。另外，在酒酿圆子中打入鸡蛋制成水铺蛋也是通常的吃法之一。
另有一派作法是待湯圓熟透，於熄火前後再行加入酒釀，認為過度加熱影響其營養價值，且酒釀為發酵食品，久煮時菌種被高溫破壞，易走味導致口感不佳。更甚者則將湯圓及酒釀分煮，以求湯汁清澈。